# 儒學官
儒學官是明清时期，掌管儒學事務的衙門官吏。

## 歷代沿革

### 明代[1]
明初，置儒學提舉司。洪武二年詔天下府州縣皆立學。十三年改各州學正為未入流。先是從九品。二十四年定儒學訓導位雜職上。三十一年詔天下學官改授旁郡州縣。正統元年始設提督學校官。儒學教授、學正、教諭，掌教誨所屬生員，訓導佐之。凡生員廩膳、增廣，府學四十人，州學三十人，縣學二十人，附學生無定數。
- 府學教授一人，從九品，訓導四人。
- 州學正一人，訓導三人。
- 縣教諭一人，訓導二人。
- 都司儒學，洪武十七年置，遼東始。
- 行都司儒學，洪武二十三年置，北平始。
- 衞儒學，洪武十七年置，岷州衞，二十三年置，大寧等衞始。以教武臣子弟。俱設教授一人，訓導二人。
- 河東設都轉運司儒學，制如府。
- 宣慰、安撫等土官，俱設儒學。

### 清代[2]
教授、學正、教諭，掌訓迪學校生徒，課藝業勤惰，評品行優劣，以聽於學政。訓導佐之。例用本省人。同府、州者否。江蘇、安徽兩省通用。
- 儒學府教授、正七品。訓導，從八品。
- 州學正、正八品。訓導。
- 縣教諭、正八品。訓導，俱各一人。